# Francesco Matarrese
Francesco Matarrese (* 1950 in Molfetta) ist ein italienischer Konzeptkünstler.

## Leben und Werk
Francesco Matarrese studierte Philosophie an der Universität Bari. Matarrese arbeitet seit den 1970er Jahren als Künstler und stellt regelmäßig aus. Er betreibt eine Kunst ohne Materie. Seine Kunst ist ein Nachdenken über die künstlerische Praxis, welches er von Zeit zu Zeit in theoretische Texte fasst. 1978 gab Matarrese seine Karriere als bildender Künstler auf und schickte als Antwort auf die Einladung zu einer Ausstellung ein Telegramma di rifiuto/Telegramm der Verweigerung mit folgendem Inhalt: „Bestätige Ablehnung der abstrakten Arbeit in der Kunst, Unmöglichkeit teilzunehmen und meine künstlerische Produktion zur Verfügung zu stellen. Führe zurückgezogenes Leben in Bari für konsequente Forschungen über Post-Kunst oder über das, was nach der Kunst kommt.“ Dies war der Beginn einer kompromisslosen, konsequenten und radikalen Beendigung der künstlerischen Produktion und damit der Ausstieg aus Medialisierung und Vermarktung.
Matarrese begann einen unmöglichen Katalog von Nicht-Kunstwerken zu erstellen und war 2011 Teilnehmer des Projektes The Inadequate im Spanischen Pavillon der Biennale di Venezia, wo er über die Möglichkeit der steten Wiederholbarkeit von Verweigerung sprach und eine Form der Anti-Kunst propagierte. Auf der dOCUMENTA (13) stellte er den Text The Challenge in der Rotunde des Fridericianums aus.